# کی ز مردن کم شدم
کی ز مردن کم شدم (به انگلیسی: Dying to be me) کتابی است خودزندگینامه نوشته آنیتا مورجانی که از جمله پرفروش‌ترین کتاب‌های نیویورک تایمز در سال ۲۰۱۴ شد. کتاب کی زمردن کم شدم به ۳۴ زبان ترجمه شده است.

## دربارهٔ کتاب
آنیتا مورجانی در این کتاب شرح می‌دهد که بعد از نزدیک به چهار سال مبارزهٔ بی‌امان، جسمش مغلوب بیماری سرطان شد و تمام اعضای بدنش از کار افتادند تا اینکه در نهایت در حالت کما فرورفت. آنیتا در دوران تجربه نزدیک مرگ خود تجربه شگفت‌انگیزی داشت که سبب شد زندگی‌اش کاملاً دگرگون شود. او در سفرش آموخت که واقعیت ما بسی فراتر از جسم بیولوژیکی است.
او می‌گوید: «درک این واقعیت که جوهر ذاتی ما از عشق است، مهم‌ترین درسی بود که از این تجربه آموختم، چون به من توانایی بخشید تا از تمام ترس‌هایم آزاد شوم و کلیدی بود که زندگی‌ام را نجات داد.»
کتاب کی زمردن کم شدم به همراه مقدمه‌ای از وین دایر پر فروش‌ترین کتاب سال به انتخاب نیویورک تایمز بود.
وین دایر در مورد این کتاب می‌گوید «این کتاب داستان یک عشق بزرگ و بی‌قید وشرط است که به شما برداشت تازه‌ای می‌دهد از اینکه حقیقت شما چیست؟ چرا اینجا هستید؟ و چگونه می‌توانید بر ترس‌های مختلف خود فائق شوید. آنیتا در این کتاب با خلوصی غیرمعمول دربارهٔ سرطانش صحبت می‌کند…»

## ترجمه به زبان‌های دیگر
این کتاب در سال ۲۰۱۲ به زبان فرانسه و در سال ۱۳۹۳ با نام کی زمردن کم شدم به قلم محمود دانایی به فارسی ترجمه شد.

## بخشی از کتاب
«در آغاز، باید بدانید که تجربهٔ نزدیک به مرگ من شبیه هیچ‌یک از تجربیات زندگی‌ام نبود. این تجربه آغاز و انتهای مشخصی نداشت. بیشتر شبیه دروازه‌ای بود که وقتی گشوده شود، دیگر بسته نخواهد شد. این تجربه درک عمیق و فزاینده و امکانات جدیدی را ایجاد کرد که هیچگاه به پایان نخواهد رسید…
قصد من از نوشتن این مطالب فقط این است که احساسات مناسب را در شما بیدار کنم، زیرا کلمات ابزار ناتوانی برای بیان این‌گونه پدیده‌ها هستند. حتی بعد از بیان این مطالب، درک من به رشد و گسترش خود ادامه خواهد داد؛ بنابراین اگر کلمات را خیلی جدی بگیریم یا آن‌ها را حقیقت نهایی تلقی کنیم، ما را در حالت سکون و پایبند به ایدئولوژی‌های کهنه نگه می‌دارند.
من حالا فهمیده‌ام که هر چیزی که به آن نیازمندم، در درونم نهفته است و در دسترسم می‌باشد، به شرط اینکه، اجازه دهم آنچه برای من درست و مناسب است، پدید آید… و همین وضعیت در مورد شما هم صدق می‌کند…
باعث تأسف است که ما در هر زمینه‌ای – دین، طب، تحقیقات علمی، کتاب و مردم – پاسخ‌ها را در بیرون از خودمان جستجو می‌کنیم. تصور می‌کنیم که حقیقت در جایی قرار گرفته که دست‌نیافتنی است. با چنین برداشتی، ما هر روز سرگردان‌تر می‌شویم و از حقیقت وجودمان فاصله می‌گیریم. تمام عالم هستی در درون خود ماست و پاسخ‌های من در درون خودم و پاسخ‌های شما هم در درون خودتان نهفته‌اند. هر چیزی که ظاهراً در بیرون رخ می‌دهد، برای این است که جرقه‌ای را در ما روشن کند تا بر وسعت خودمان بیفزاییم و به حقیقت وجودمان برگردیم.»